# Ladeeinheit

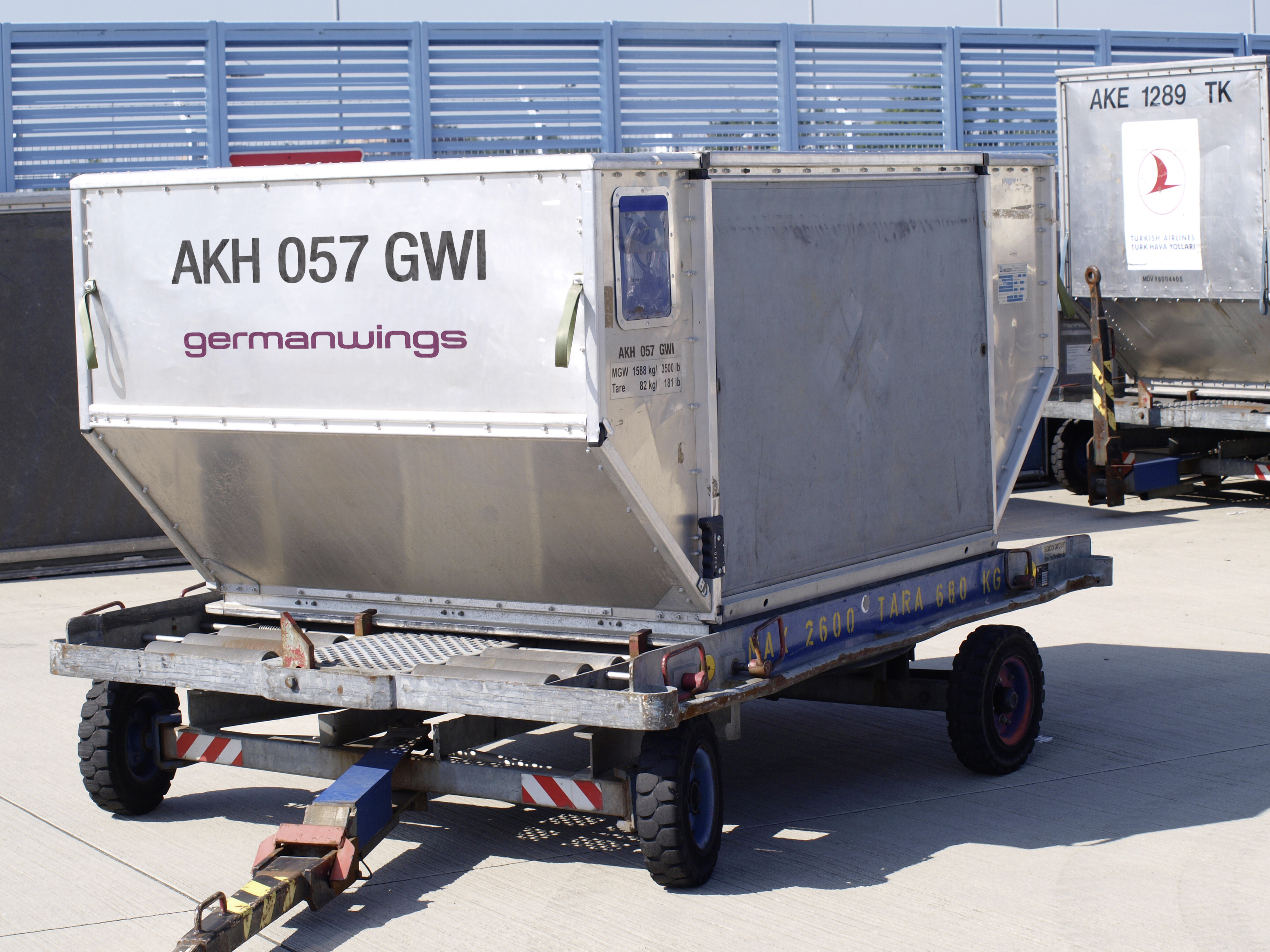
Luftfrachtcontainer Typ AKH auf einem Anhänger

Als Ladeeinheit (LE) wird in der Logistik üblicherweise eine physische Transporteinheit bezeichnet. Eine typische Ladeeinheit setzt sich meist aus dem Ladehilfsmittel (z. B. Palette, Container, Tablar, Gitterboxpalette, Unit Load Device), Ladeeinheitensicherungsmitteln und dem Packstück zusammen. Eine intermodale Ladeeinheit (englisch: Intermodal Loading Unit, oder kurz: ILU) ist eine Ladeeinheit, die für den europäischen intermodalen Verkehr auf Straße, Schiene, Binnenwasserstraße und See geeignet ist, aber kein ISO-Container ist.
Ladeeinheiten können in drei Gruppen geteilt werden:
- LE mit tragender Funktion stellen vor allem Paletten aus Holz, Kunststoff und Metall dar. Eine Stapelung ist vierfach übereinander möglich. Beispiele sind neben der Europoolpalette die Industriepalette, die Rungenpalette, etwaige Rollpaletten und Einwegpaletten. Wichtig bei all diesen Paletten ist der ordnungsgemäße Anlieferungszustand.
- LE mit umschließender Form; hier sind vor allem Gitterboxpaletten zu nennen. Diese bestehen aus drei festen Gitterwänden und einer abnehmbaren Vorderwand sowie einer Bodenfläche. Weiterhin sind Vollwandboxpaletten Vertreter dieser Gattung. Spezielle Klappboxen und Faltboxen bieten beim Rücktransport eine Volumeneinsparung von 60 %. Der Vollständigkeit halber seien noch Langgutkassetten und Rollbehälter des Lebensmitteleinzelhandels genannt.
- LE mit abschließender Form mit dem Container als bekanntesten Vertreter dieser Gruppe. Weiterhin sind Wechselbehälter von Bedeutung. Diese zeichnen sich im Gegensatz zu den Containern mit guten Flächennutzungsgraden aus, sind jedoch meist nicht stapelbar. Für Luftfracht gibt es spezielle Luftfrachtcontainer. Diese werden in Leichtbauweise hergestellt und werden horizontal über Rollteppiche in den Flugzeugen bewegt.
- LogEH Abkürzung für Logistische Einheit, die der Planung und Steuerung von Logistikprozessen dient.[2][3]